# Sant Pere de Torelló
Sant Pere de Torelló település Spanyolországban, Barcelona tartományban. Lakosainak száma 2592 fő (2024).

## Földrajza
Sant Pere de Torelló Vidrà, La Vall d’en Bas, L’Esquirol, Torelló, Sant Vicenç de Torelló, Orís, Sant Quirze de Besora és Santa Maria de Besora községekkel határos.

## Népesség
A település lakosságának változását az alábbi diagram mutatja:
| Lakosok száma | 962  | 1466 | 1919 | 1975 | 2066 | 2244 | 2389 | 2436 | 2419 | 2592 |
|               | 1717 | 1887 | 1936 | 1960 | 1986 | 2004 | 2009 | 2014 | 2019 | 2024 |